# Трихоцефалёз
Трихоцефалёз (trichocephalosis, трихуроз) — гельминтоз из группы нематодозов, характеризующийся поражением органов желудочно-кишечного тракта.

## Этиология и эпидемиология

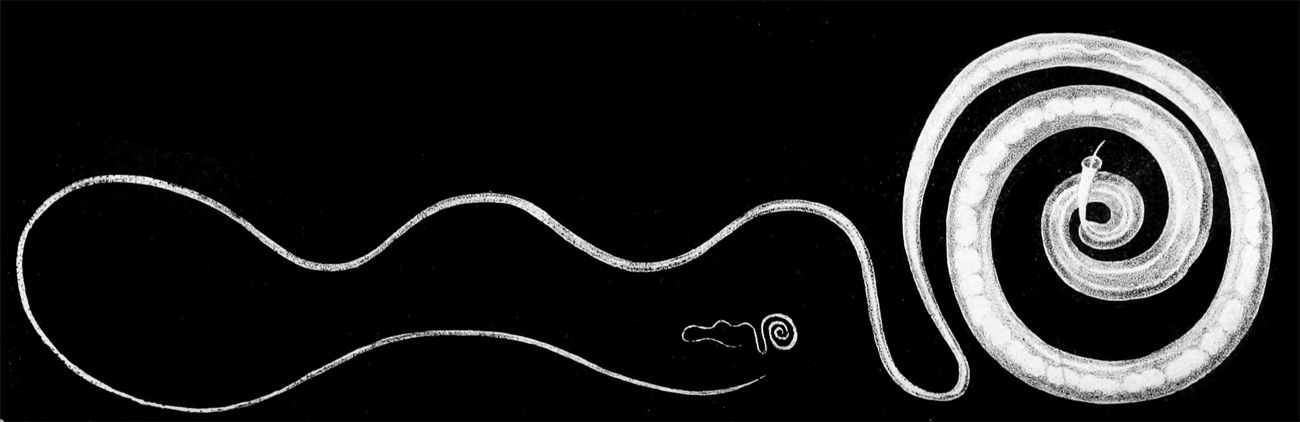
Trichuris trichiura.

Возбудитель трихоцефалёза — власоглав (Trichuris trichiura, =Trichocephalus trichiurus). В большинстве случаев болезнь протекает бессимптомно, при тяжёлой инвазии наблюдаются желудочно-кишечные нарушения.
Как и другие геогельминтозы, трихоцефалёз широко распространен в тропиках и субтропиках и наиболее часто поражает детей из бедных слоёв населения.
Власоглав имеет широкий задний и нитевидно утончённый передний конец тела, что придаёт ему сходство с кнутом. Взрослые гельминты паразитируют в слепой и ободочной кишке, глубоко внедрившись в слизистую передними концами тела. Тысячи яиц, ежедневно откладываемые самкой, выходят с калом наружу и дозревают в почве. После проглатывания человеком яиц из них в двенадцатиперстной кишке вылупляются личинки, которые созревают и затем мигрируют в толстую кишку. Цикл развития паразита занимает около 3 мес. Срок жизни взрослых гельминтов составляет несколько лет.

## Клиническая картина
Реакция организма на внедрение власоглавов выражена слабо. В большинстве случаев клинические проявления и эозинофилия отсутствуют. При тяжёлой инвазии возможны боль в животе, потеря аппетита и понос с примесью слизи или крови, что напоминает неспецифический язвенный колит и болезнь Крона. У недоедающих и страдающих хроническим поносом детей тяжёлый трихоцефалёз может привести к выпадению прямой кишки. Среднетяжёлая инвазия может осложниться задержкой роста.

## Патогенез
Патогенное действие проявляется в травматизации слизистой оболочки кишечника. Внедряясь в неё тонким головным концом, власоглавы создают благоприятные условия для последующего проникновения патогенных бактерий и возникновения инфекционных заболеваний. Кроме того, власоглавы выделяют токсины, отравляющие организм.

## Диагностика и лечение

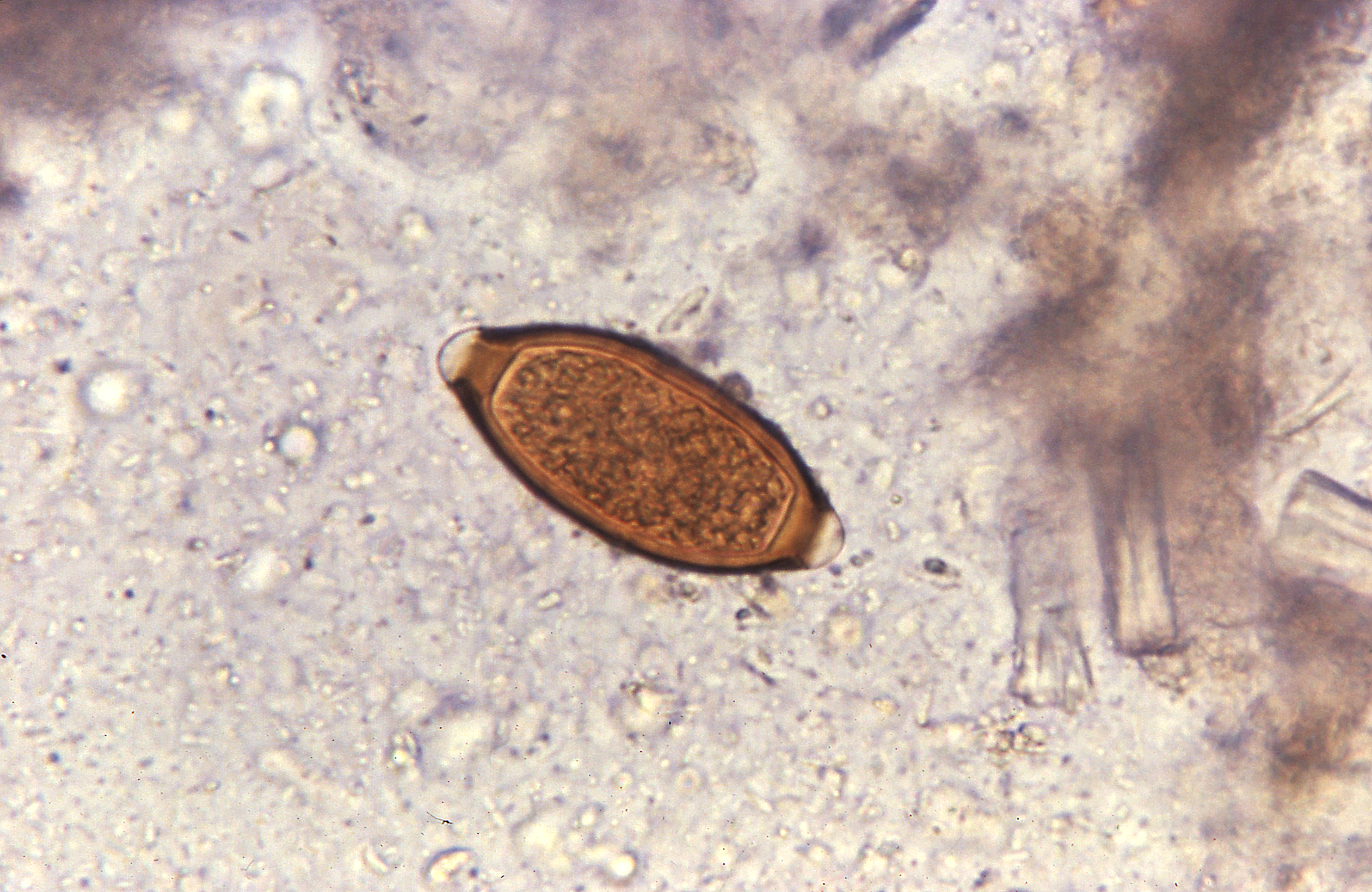
Яйцо власоглава (Trichuris trichiura)

При микроскопии кала обнаруживают яйца возбудителя размерами 50х20 мкм, по форме напоминающие лимон. Половозрелые власоглавы имеют длину 3-5 см и иногда видны при ректороманоскопии.
Применяют следующие лекарственные препараты:
- Албендазол — внутрь после еды по 400 мг один раз в сутки 3 дня подряд
- Мебендазол — внутрь по 100 мг два раза в сутки через 20–30 мин после еды в течение 3 дней
- Карбендацим — внутрь после еды по 10 мг/кг в сутки в течение 3–5 дней